# Oligoclada stenoptera
Die Oligoclada stenoptera ist eine der 24 Libellenarten der Gattung Oligoclada aus der Unterfamilie Brachydiplacinae. Die Art hat ihren Verbreitungsschwerpunkt entlang des Amazonas und seiner Ausläufer.

## Bau der Imago
Der Hinterleib (Abdomen) misst bei Oligoclada stenoptera zwischen 15,9 und 17,0 Millimetern. Er ist metallisch schwarz, wobei die ersten drei Segmente leicht rotbraun gefärbt sind. Der Thorax ist bei den Männchen metallisch blau schwarz mit einem rötlich braunen Stich. Der Schenkel (Femur) der Beine ist mit mehr als 24 Dörnchen besetzt.
Während das Labium und die Oberlippe (Labrum) gelblich sind, ist die sich daran anschließende Stirnplatte (Clypeus) gelblich grün. Das Occiput ist braunschwarz.
Die Hinterflügel messen zwischen 18,8 und 19,6 Millimeter. Das Flügelmal (Pterostigma) erreicht 1,7 bis 2,4 Millimeter. Die Anzahl der Antenodaladern liegt im Vorderflügel bei sieben bis neun, im Hinterflügel bei sechs bis sieben. Dabei ist die letzte Antenodalader im Vorderflügel vollständig, reicht also von der Costalader bis zur Radiusader. Postnodaladern existieren sechs bis neun beziehungsweise sechs bis acht. Die Basis der Hinterflügel ist verengt.

## Forschungsgeschichte
Erstmals beschrieben wurde die Art im Jahr 1931 von Donald Joyce Borror. Mit dem Namen stenoptera verweist Borror auf die verengte Basis der Hinterflügel.